# Список премий за демонстрацию сверхъестественного

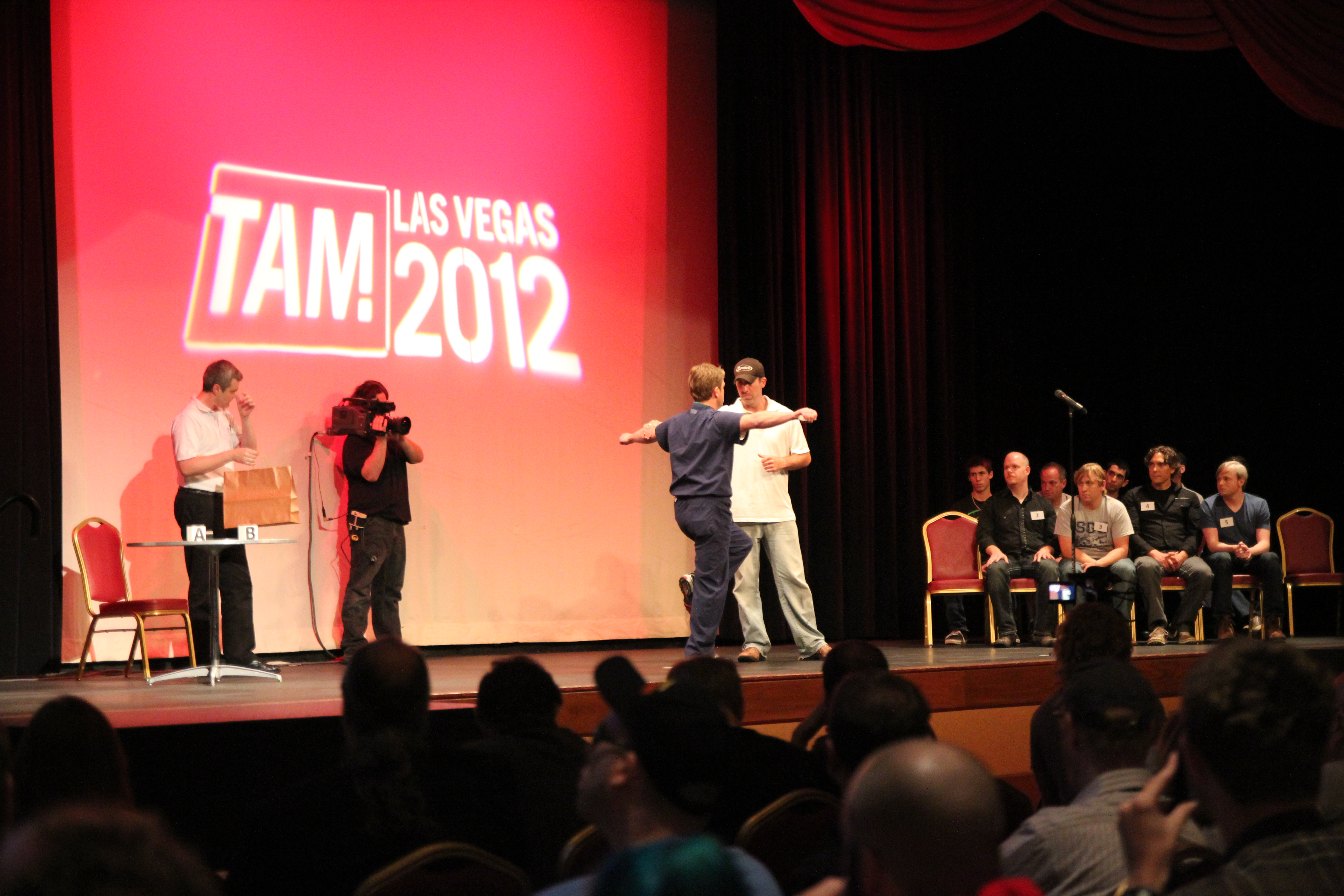
«Сможет ли напульсник улучшить вестибулярный аппарат человека?». Предварительное испытание на The Amaz!ng Meeting (премия One Million Dollar Paranormal Challenge)

Список премий, предлагаемых для тех, кто сможет предоставить научные доказательства паранормальных способностей.

## Цель
Целью предлагаемых премий за доказательства паранормальных способностей является публичный вызов тем, кто утверждает, что обладает подобными способностями, демонстрация того, что они на самом деле ими обладают и не прибегают к мошенничеству или к самообману. Подобные испытания часто организуются группами или отдельными лицами, которые позиционируют себя скептиками или рационалистами, при этом испытание заранее согласовано между организаторами и заявителями, и оно, как правило, делится на два этапа. Первый является предварительным испытанием или предварительным тестированием, где заявитель может показать свои способности в условиях контролируемого эксперимента перед небольшой аудиторией прежде, чем перейдёт на второй этап окончательного испытания. Иногда предварительное испытание имеет своё вознаграждение, меньшее, чем основная премия. Ряд организаций создали испытания, служащие предварительными перед основной премией, в частности таковыми являются One Million Dollar Paranormal Challenge фонда Джеймса Рэнди и премия Сизифа (нидерл. Sisyphus Prize) SKEPP.

## История
В 1922 году журнал Scientific American учредил две премии в размере 2500 долл. США каждая. Первая премия присуждалась за подлинное фото духа или привидения в условиях испытания, вторая — «за демонстрацию видимых экстрасенсорных проявлений». Среди членов экспертной комиссии был Гарри Гудини. Первым медиумом, согласившимся на испытание, был Джордж Валентайн (англ. George Valiantine), который утверждал, что в его присутствии духи будут говорить через трубу, которая будет перемещаться по воздуху в затемнённой комнате. После того, как Валентайн был помещён в комнату, огни были потушены, но без его ведома стул был подменён на другой, который подал бы световой сигнал в соседнюю комнату, если бы с него встали. Поскольку световой сигнал сработал, Валентайн не получил свою награду.
С того момента многие организации и отдельно взятые лица предложили аналогичные денежные премии за доказательства паранормальных явлений в наблюдаемых условиях. Премия индийского рационалиста Абрахама Ковура (англ. Abraham Kovoor) вдохновила американского скептика Джеймса Рэнди на создание собственной в 1964 году, размер которой к настоящему моменту вырос до 1 000 000 долл. США. В 2003 году общая сумма премий достигла 2 326 500 долл. США. На начало 2015 года ни одна из премий так и не была востребована.

## Премии
| Дата             | Организатор(ы)                                               | Размер премии                                                                   | Примечания | Лауреат(ы) |
| ---------------- | ------------------------------------------------------------ | ------------------------------------------------------------------------------- | --- | ---------- |
| 1922             | Scientific American                                          | 2,5 тыс.+2,5 тыс. долл. США                                                     | Две премии по 2500 долл. США: 1) Первая подлинная фотография духа или привидения; 2) Первая демонстрация экстрасенсорных способностей. | Нет        |
| 1963-1978        | Абрахам Ковур (1898—1978)                                    | 100 тыс. шри-ланкийских рупий                                                   | Ковур стал инициатором одноимённой премии, вдохновив других, в частности Рэнди и Премананда. | Нет        |
| 1964—наст. время | JREF (One Million Dollar Paranormal Challenge)               | 1 млн долл. США (с 1996 года)                                                   | В год учреждения премии Джеймсом Рэнди её размер составил 1000 долл., размер которой к 1980 году вырос до 10 000 долл., до 100 000 долл. к 1989 году и, наконец, до 1 млн долл. начиная с 1996 года. С момента основания в фонде Джеймса Рэнди (JREF) обработка заявок и проведение испытаний проводятся комитетом. | Нет        |
| 1965—2005        | Филипп Джулиан Класс (1919—2005)                             | 10 тыс. долл. США                                                               | Доказательство посещения Земли внеземной цивилизацией. | Нет        |
| 1976—наст. время | Басава Премананд (1930—2009), Indian CSICOP                  | 100 тыс. индийских рупий                                                        | Была учреждена в 1976 году после того, как Абрахам Ковур заболел раком. Журнал и организация Премананда продолжили испытания после его смерти в 2009 году. | Нет        |
| 1980—наст. время | Австралийские скептики                                       | 100 тыс. австралийских долл.                                                    | Присуждается за доказательство существования экстрасенсорного восприятия, телепатии или телекинеза. | Нет        |
| 1984—наст. время | Tarksheel Society                                            | 10 млн индийских рупий                                                          | Для получения премии необходимо выполнить любое из 22 указанных «чудес». Вступительный взнос составляет 10 тыс. рупий. В 2012 году в условия был временно включён пункт правильного предсказания результатов выборов в законодательные органы пяти индийских штатов. | Нет        |
| 1985—наст. время | Science and Rationalists' Association of India, Прабир Гхош  | 2,5 млн индийских рупий                                                         | Прабир Гхош вручит премию любому, кто сможет продемонстрировать свои сверхъестественные силы, не прибегая к обману или трюку, в назначенном месте и при определённых обстоятельствах. Изначальный размер премии составлял 2 млн индийских рупий. | Нет        |
| 1987—2002        | Жерар Мажа, Анри Брох, Жак Теодор                            | 200 тыс. евро                                                                   | Медиумы и ясновидящие должны были пройти испытание, чтобы подтвердить свои способности, но ни один из 275 кандидатов его не прошёл. | Нет        |
| 1988—наст. время | Stichting Skepsis                                            | 10 тыс. евро                                                                    | Каждый желающий при проверке своего метода «альтернативной диагностики» (включая кинезиологию, электроакупунктуру, биорезонансную терапию, бесконтактный массаж, наблюдение ауры, ясновидение, иридологию, маятниковую биолокацию, астрологию) при победе на предварительном тесте получает 500 евро. Первая премия Skepsis в размере 10 000 нидерландских гульденов в 1988 году была бы присуждена хилеру, способному удалить аппендикс председателя общества и астронома Корнелиса де Ягера. | Нет        |
| 1989—наст. время | Finnish association of skeptics                              | 20 тыс. евро                                                                    | Премию может получить каждый в Финляндии, способный воспроизвести паранормальные явления в определённых условиях или доказать своё внеземное происхождение, предоставив образец ДНК (или эквивалент) для исследований. Денежный фонд отчасти сформирован из средств менталиста Пита Поскипарта, журналиста Ивана Поуполо, астронома Ханну Картунена и иллюзиониста Ииро Сеппанена. | Нет        |
| 1989—наст. время | Tampa Bay Skeptics                                           | 1 тыс. долл. США                                                                | Присуждается тем, кто в состоянии продемонстрировать любые паранормальные явления в рамках взаимно согласованных условиях эксперимента. | Нет        |
| 1994—наст. время | Стюарт Лэндсборо (New Zealand Skeptics)                      | 100 тыс. новозеландских долл.                                                   | Всякий может доказать свои экстрасенсорные способности, если сможет обнаружить местонахождение двух половинок векселя, спрятанных на аттракционе Puzzling World на площади 100 м2. На протяжении многих лет площадь поиска была уменьшена с 5 км2 до 100 м2, награда увеличена вдвое, но вместо одного векселя стало две половинки, чтобы уменьшить шансы на случайную победу. Участники должны пожертвовать 1000 новозеландских долл. в случае неудачи.                                       | Нет        |
| 1995—наст. время | Indian Rationalist Association, Эдамуруку Санал              | 100 тыс. индийских рупий                                                        | Присуждается тем, кто сможет доказать, что «индийское молочное чудо» действительно является таковым. Начиная с 2002 года присуждается тем, кто сможет предоставить научные доказательства иридологии. | Нет        |
| 1996—наст. время | Les Sceptiques du Québec                                     | 10 тыс. канадских долл.                                                         | Достаточно небольшого факта для подтверждения наблюдаемого или проверяемого через эксперимент паранормального явления. Также является предварительным этапом премии One Million Dollar Paranormal Challenge. Изначально Les Sceptiques определили размер премии в 750 тыс. канадских долл.. | Нет        |
| 1997—наст. время | Asian Rationalist Society of Britain, Лавкеш Праша           | 10 тыс. фунтов стерлингов                                                       | Присуждается любому, кто сможет доказать у себя наличие «магической» силы в присутствии средств массовой информации и учёных. Изначальная сумма в 2 тыс. фунтов стерлингов была увеличена в пять раз в 2006 году, чтобы привлечь больше претендентов. | Нет        |
| 1999             | Конкурс Юрия Горного                                         | 10 тыс. долл. США                                                               | В конкурсе было два задания: 1. Определить без соприкосновения, какое вещество (бумага, металл, пластик, магнит и т. д.) находится в запечатанном конверте. Причём решили засчитывать положительно данное испытание, если были верны хотя бы 3 ответа из 10. 2. Определить, не глядя, следующие данные пациентов-добровольцев, располагавшихся за ширмой: пол, возраст, заболевания (если есть).                                                                                               | Нет        |
| 1999—наст. время | Сима Нан                                                     | 1 млн юаней                                                                     | Присуждается каждому, кто способен выполнить один акт «специальных способностей» без обмана. | Нет        |
| 2000—наст. время | Пари Альфредо Барраго (CICAP)                                | 50 тыс. евро                                                                    | Демонстрация явлений паранормальной природы медиумами, ясновидящими, провидцами. | Нет        |
| 2000—наст. время | Independent Investigations Group                             | 100 тыс. долл. США                                                              | Каждый, кто сможет в надлежащих условиях показать свидетельства паранормальных, сверхъестественных или оккультных сил или событий. В случае успеха представитель кандидата получает 5 тыс. долларов. Изначальная сумма премии составляла 50 тыс. долларов. | Нет        |
| 2002—наст. время | Sisyphus Prize (SKEPP)                                       | 10 тыс. евро (2002—2012) 1 млн евро (2012—2013) 25 тыс. евро (2013—наст. время) | Изначально размер премии Сизифа составлял 10 тыс. евро. Но на протяжении одного года, с 1 октября 2012 года по 30 сентября 2013 года, неизвестный бизнесмен из Антверпена увеличил размер премии до 1 млн евро, а несколько европейских скептических объединений организовали предварительные испытания. Впоследствии регулярная премия Сизифа была увеличена с 10 до 25 тыс. евро. | Нет        |
| 2004—наст. время | Общество по научному исследованию паранауки                  | 10 тыс. евро                                                                    | Присуждается каждому, кто способен доказать существование паранормальных способностей. | Нет        |
| 2008, 2014       | Federation of Indian Rationalist Associations, Нарендра Наяк | 200 тыс. индийских рупий (2008), 1 млн индийских рупий (2014)                   | Правильно ответить на 21 из 25 вопросов, связанных с результатами будущих выборов (для астрологов, но была открыта каждому). | Нет        |
| 2008—наст. время | Eesti Skeptik                                                | 10 тыс. евро (2008—наст. время), 500 евро (2012—2013)                           | Присуждается каждому, кто способен доказать существование паранормальных способностей. Является предварительным эстонским этапом на бельгийскую премию Сизифа. | Нет        |
| 2011—наст. время | Даниэль Сепеда                                               | 20 тыс. мексиканских песо                                                       | «Может получить каждый, кто способен воспроизвести в надлежащих условиях наблюдения или эксперимента то, что будет свидетельствовать о наличии паранормальной, сверхъестественной или оккультной силы, то, на что наука не может дать ответа». | Нет        |
| 2012—наст. время | Sri Lankan Rationalist Association                           | 1 млн шри-ланкийских рупий                                                      | Профессор Карло Фонсека возобновил испытание Абрахама Ковура. | Нет        |
| 2014—наст. время | Чешский клуб скептиков «Сизиф»                               | 1 млн чешских крон                                                              | Тот, кто сможет доказать, что обладает паранормальными способностями в таких областях, как ясновидение, телепатия, телекинез, лозоходство и другие. | Нет        |
| 2015             | Премия имени Гарри Гудини (Sci-One, Генотек)                 | 2 млн рублей                                                                    | Премия присуждается за демонстрацию паранормальных или сверхъестественных способностей в условиях контролируемого эксперимента. | Нет        |